# Monochaetum vulcanicum
Monochaetum vulcanicum är en tvåhjärtbladig växtart som beskrevs av Célestin Alfred Cogniaux. Monochaetum vulcanicum ingår i släktet Monochaetum och familjen Melastomataceae. Inga underarter finns listade i Catalogue of Life.

## Bildgalleri

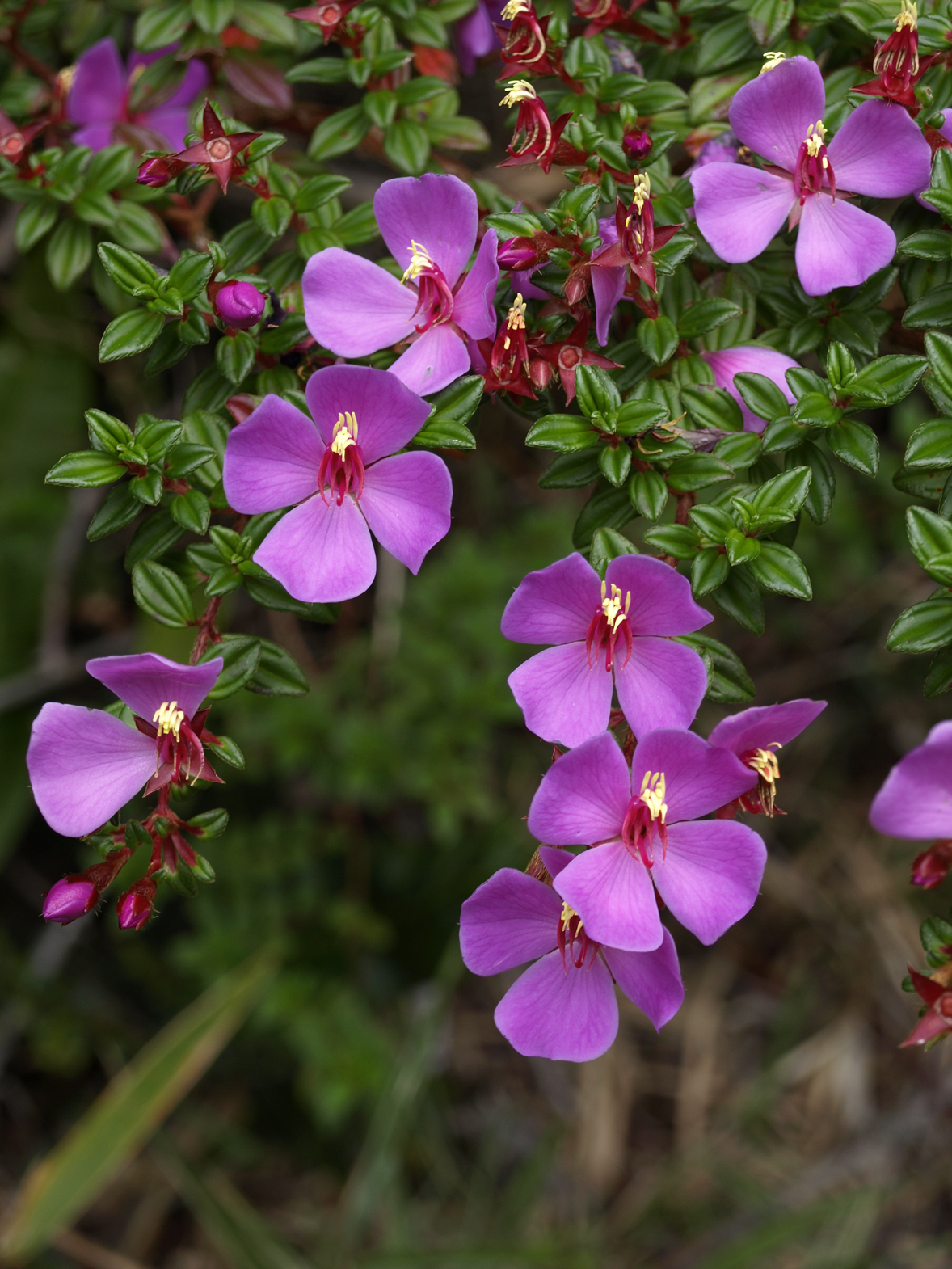
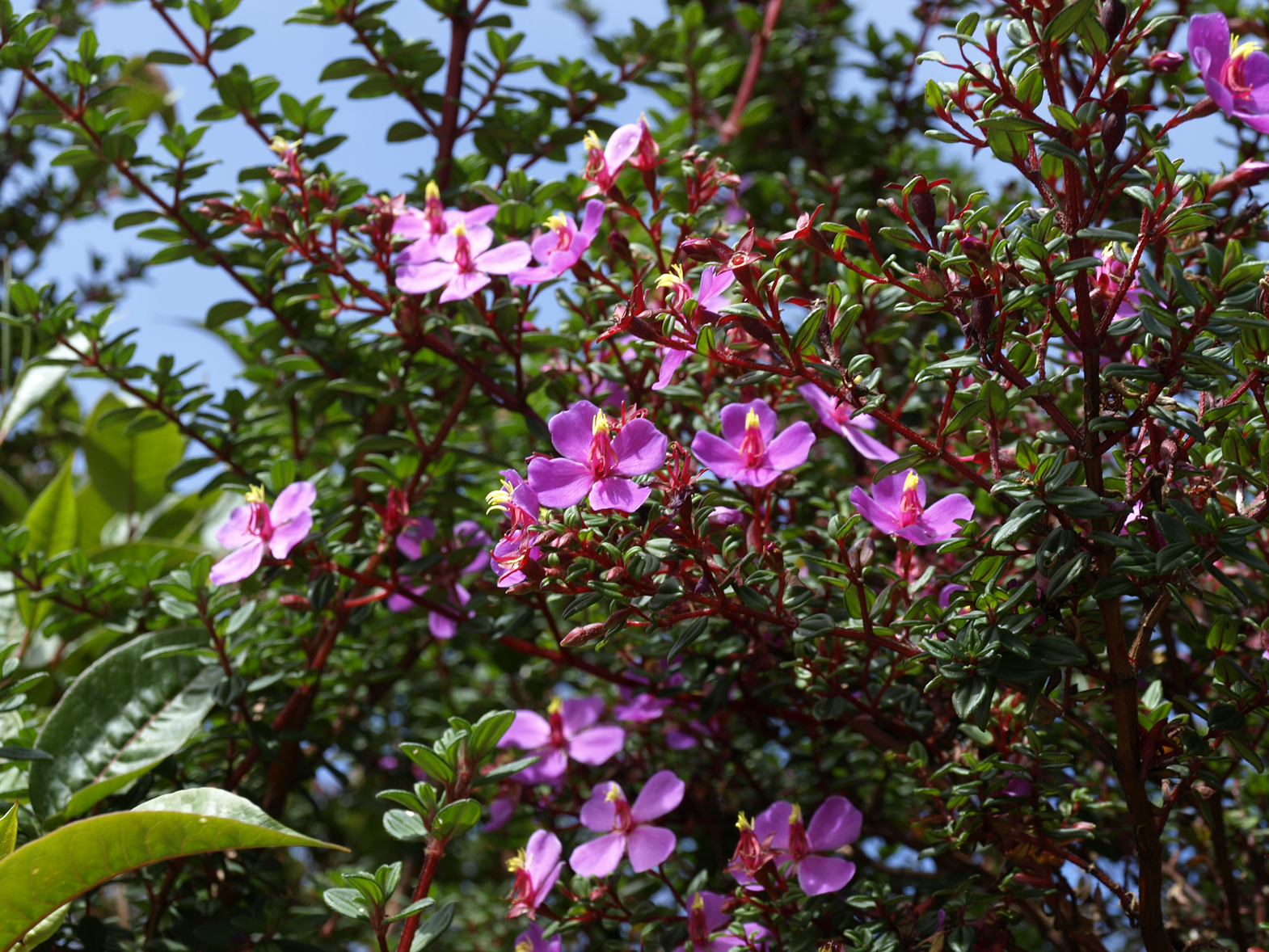
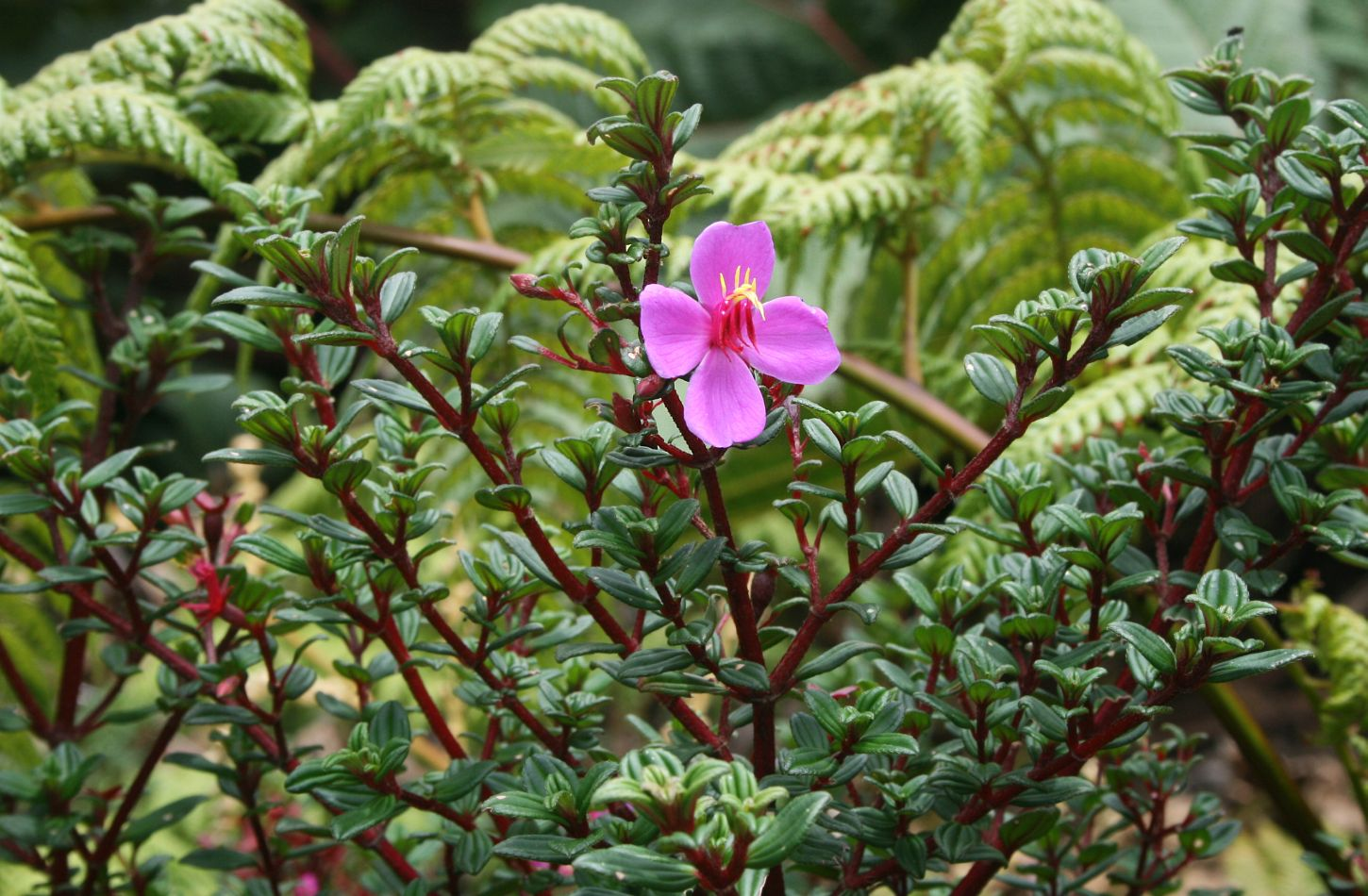